# Prezzo della sposa

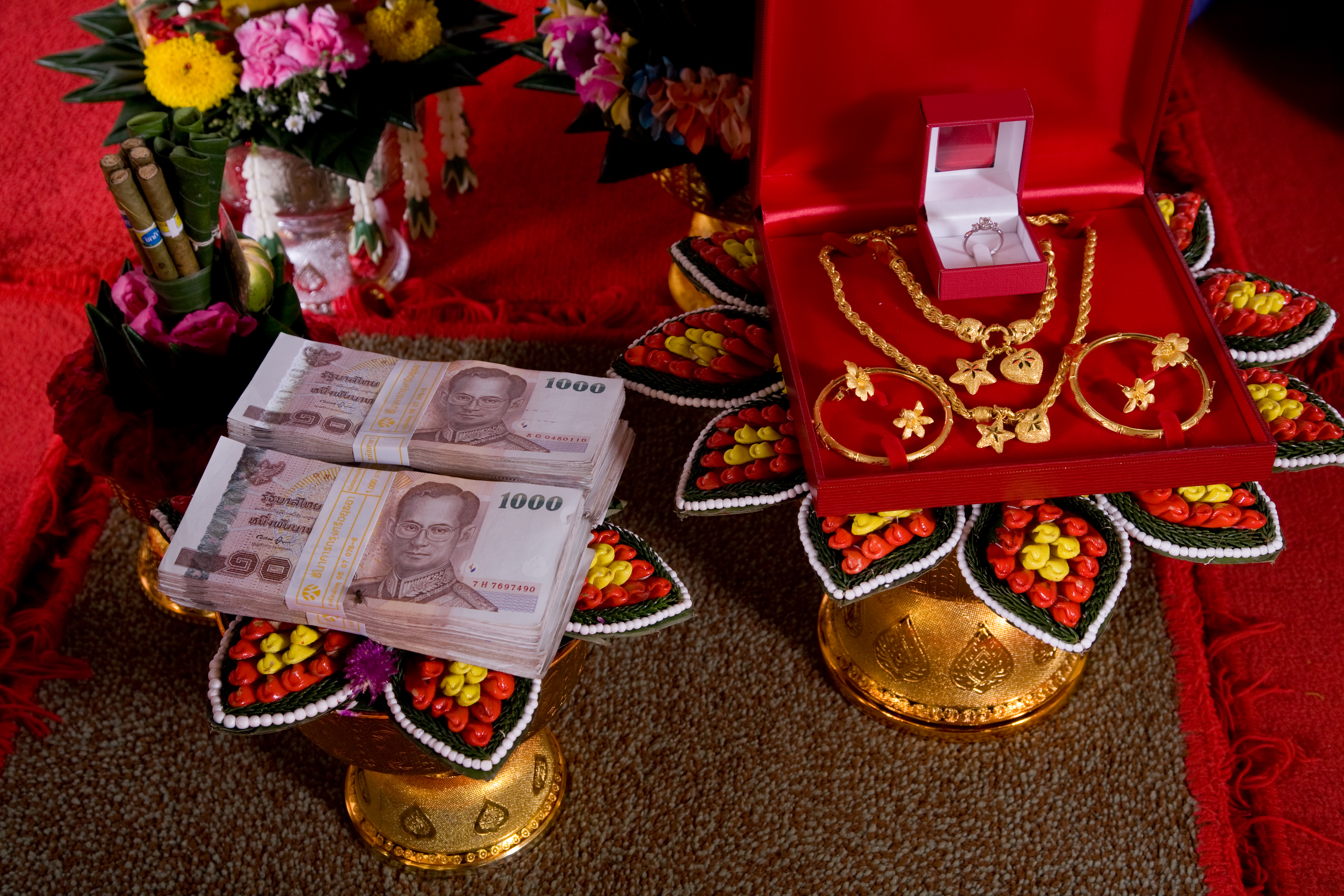
Il "prezzo della sposa" esibito durante una cerimonia tradizionale tailandese di fidanzamento.

Il prezzo della sposa (in inglese brideprice), presso talune società e culture, è la compensazione matrimoniale versata dallo sposo, o dal suo gruppo familiare, alla sposa o al suo gruppo familiare. È un tipo di transazione inversa rispetto alla dote: quest'ultima infatti implica il passaggio dei beni della sposa, o del suo gruppo familiare, allo sposo o al suo gruppo familiare.

## Generalità
Il pagamento del prezzo della sposa ha un ruolo centrale nello stabilire legami e alleanze tra gruppi famigliari distinti ed è solitamente concepito come una compensazione per il trasferimento del potere produttivo e, soprattutto, riproduttivo della sposa dal proprio lignaggio di origine a quello del marito.  Nelle società patrilineari, in particolare, il pagamento del prezzo della sposa è un elemento fondamentale per determinare l'appartenenza lignatica dei figli nati da un'unione. Infatti se il prezzo della sposa non è stato pagato i figli possono essere considerati membri del lignaggio materno anziché di quello paterno. Allo stesso modo, un legame matrimoniale non può considerarsi scisso fino a che la famiglia della sposa non ne rifonde il prezzo, riacquisendo in questo modo i diritti sul potere riproduttivo della donna.
Le negoziazioni matrimoniali che implicano il pagamento del prezzo della sposa sono diffuse in tutte le parti del mondo, anche se sono particolarmente sviluppate in Africa. Nelle interpretazioni dei primi europei che osservarono il fenomeno, tali transazioni sono state assimilate a delle vere e proprie transazioni commerciali, simili a quelle che sancivano l'acquisto degli schiavi. La letteratura antropologica successiva ha sottolineato invece l'importanza prevalente della creazione di un legame sociale tra gruppi diversi, piuttosto che il valore economico dei beni donati. La valenza simbolica di questi scambi è evidenziata anche dal fatto che in molti casi venga impiegata una "valuta simbolica" esclusiva delle transazioni matrimoniali, tanto che spesso i beni ricevuti come prezzo della sposa sono utilizzati da uno dei membri maschi del lignaggio femminile per acquisire a sua volta una moglie.
Il dibattito accademico degli ultimi vent'anni ha comunque messo in luce l'inadeguatezza delle categorie tradizionali (quali appunto prezzo della sposa, ricchezza della sposa, dote, ecc.) nella rappresentazione del complesso di transazioni economiche e simboliche che accompagna le negoziazioni matrimoniali.
Secondo Carla Pasquinelli, le famiglie africane fanno infibulare le proprie figlie per accrescerne il valore di scambio al momento del matrimonio. Le mutilazioni genitali femminili sono infatti intese come una forma di controllo del corpo della donna avente lo scopo di predisporre la ragazza per lo scambio matrimoniale, scambio su cui il gruppo familiare conta come una risorsa fondamentale dal punto di vista economico e sociale. A seguito di un dibattito antropologico tra il 1929 e il 1931, è stato introdotto il termine bridewealth che significa “ricchezza della sposa” per sostituire brideprice. Questa sostituzione di termine serviva ad alludere ai beni che il marito deve alla famiglia della sposa come compensazione matrimoniale.
Questo accadde perché antropologi come Loord Raglan, si ostinavano a vedere il prezzo della sposa come una transazione unicamente commerciale, una compra-vendita. Si adottò per questo motivo il termine bridewealth, considerato più neutrale.
Nel 1947 anche Claude Lévi-Strauss si è occupato del “prezzo della sposa”, chiarendo che non si può parlare di compra-vendita perché i beni ricevuti dalla famiglia della sposa non vengono consumati, ma utilizzati per iniziare un nuovo circuito cioè altri matrimoni e che le donne non hanno valore ma sono un valore. Carla Pasquinelli ribatte affermando che se così fosse allora non si riuscirebbe a spiegare quale sia il valore che viene attribuito alle donne, a meno che non si intenda per valore il corrispettivo del brideprice, e citando l'antropologo Piergiorgio Solinas si chiede perché la famiglia della sposa debba essere ricompensata per un valore inesistente. Se il brideprice non è il corrispettivo della giovane moglie, questo vuol dire che il valore che quest'ultima porta con sé è un altro. Il brideprice non può essere il corrispettivo di una ragazza qualsiasi, ma solo quello di una ragazza mutilata, quindi il valore di una donna non è basato su qualità soggettive ma su valori socialmente condivisi come la verginità, la purezza, la fecondità le quali nelle società africane, come quelle somale, eritree, del Corno d'Africa, sono garantite unicamente dall'escissione o dall'infibulazione.
Mila Busoni considera il prezzo della sposa come un'istituzione “inequivocabilmente economica” nata per il controllo delle donne. L'antropologa, citando Robert Gray, riprende in esame la questione terminologica al centro del dibattito tra il 1929 e il 1931. Gray sosteneva che i trasferimenti di beni dei matrimoni africani sono stati messi in relazione con ogni istituzione tranne che con il sistema economico. In seguito agli studi sul caso etnografico dei sonjo (Tanganica), Gray sostiene che presso di loro i diritti sulle donne sono venduti e comprati ad un certo prezzo, le donne sono considerate come una proprietà e il prezzo della sposa come una transazione economica. Una delle funzioni del prezzo della sposa presso i sonjo è quella di legalizzare il matrimonio e sanzionare legalmente i diritti sulla moglie acquistata. Attraverso il prezzo della sposa si tiene il pieno controllo sulle donne.
Meillassoux sostiene che controllare le donne attraverso il matrimonio è il punto cruciale della politica di ogni società perché si ha in mano il governo della forza lavoro e della capacità procreativa all'interno del corpo sociale. La dote non rappresenta quindi la donna ma il suo trasferimento come moglie. Con il matrimonio le donne diventano “utilizzabili” e perdono parte della loro identità. Per Solinas invece, il valore della persona non ha a che fare con quello dei beni scambiati, sostenendo che non si può parlare di acquisito in senso tecnico, poiché la donna non diventa di proprietà del marito, altrimenti si tratterebbe di schiavitù.

## Babilonia
Anche nei più antichi testi a disposizione, come ad esempio il Codice di Hammurabi dell'antica Babilonia, erano in uso sia la dote che il prezzo della sposa, tuttavia quest'ultimo era quasi sempre compreso nella dote. In caso di divorzio senza ragione l'uomo doveva restituire la dote alla moglie così come il prezzo della sposa andava restituito al marito..

## Grecia antica
Nei poemi omerici con il termine hédna/ heédna sono indicati i “doni nuziali” che lo sposo fa al suocero, che consistono soprattutto in capi di bestiame. Questa donazione è da considerarsi una sorta di compensazione matrimoniale, ma anche un mezzo di ascesa sociale.

## Cultura islamica
Il Corano attribuisce alla donna il mahr  e prescrive che sia pagato a lei. Esso dice: «...vi è permesso cercare spose dando loro in dote dei vostri beni, vivendo in castità e senza darvi al libertinaggio; e a quelle di cui godiate come spose date la loro dote come prescritto...» (Cor. 4, 24). Il mahr (o sadaq) è una sopravvivenza dell'antica consuetudine araba preislamica: un prezzo della sposa pagato ai congiunti maschi.

## Subcontinente indiano
Le prove documentali suggeriscono che all'inizio del XX secolo, era usanza comune il prezzo della sposa piuttosto che la dote, il che spesso comportava che i ragazzi poveri rimanessero scapoli.

## Cultura africana
In alcuni contesti specifici, specialmente in area nordafricana, viene usata la definizione alternativa di ricchezza della sposa (bridewealth) a sottolineare la condivisione anche da parte della donna dei benefici derivati da questa transazione. In alcune società, per esempio presso alcuni gruppi pigmei dell'Africa centrale, tale transazione prevede che lo sposo compensi la famiglia della sposa prestando servizio presso il suocero per un certo numero di mesi, o anche di anni. In questo caso si parla solitamente di servizio per la sposa (brideservice) o servizio/prestazione del pretendente.